# Tetilla raphidiophora
Tetilla raphidiophora är en svampdjursart som först beskrevs av Lendenfeld 1888.  Tetilla raphidiophora ingår i släktet Tetilla och familjen Tetillidae. Inga underarter finns listade i Catalogue of Life.